# Andrea Schellinger
Andrea Schellinger (* 1953 in Karlsruhe) ist eine deutsche Übersetzerin aus dem Neugriechischen und Publizistin.

## Leben
Andrea Schellinger studierte in Heidelberg und in Freiburg i. Br. Soziologie und Geschichte und lebt seit 1984 zwischen Athen und Karlsruhe. Sie übersetzt moderne griechische Literatur und publiziert zu Themen des deutsch-griechischen Kulturaustauschs. Zwischen 1987 und 2014 war sie am Goethe-Institut in Athen tätig. Schellinger war von 2014 bis 2018 Redaktionsmitglied des deutsch-griechischen Kulturportals diablog.eu und von 2013 bis 2018 Mentorin für deutschsprachige Stipendiaten des Ausbildungs- und Trainingsprogramms für Literaturübersetzer der Petros-Charis-Stiftung (Akademie Athen). Sie ist Beiratsmitglied des Germersheimer Übersetzerlexikons, für das sie auch Beiträge verfasst.

## Auszeichnung
Schellinger wurde 2018 für ihre Übersetzung der Logbücher (Elfenbein Verlag) von Giorgos Seferis mit dem 1. Heidelberger Übersetzerpreis Ginkgo-Biloba für Lyrik ausgezeichnet, da sie „neue Maßstäbe gesetzt und ein zentrales Werk des Klassikers der neugriechischen Literatur für das deutschsprachige Publikum zugänglich gemacht“ habe (Jurybegründung).

## Werke (Auswahl)
Übersetzungen
- Odysseas Elytis: Halbe Kraft voraus. Übersetzt von Günter Dietz und Andrea Schellinger. In: Lette International. Nr. 93, 2011.
- Hagen Fleischer: Krieg und Nachkrieg. Das schwierige deutsch-griechische Jahrhundert. Böhlau-Verlag, Köln 2020, (Übersetzung der griechischen Texte), ISBN 978-3-412-51789-2
- Epaminondas Ch. Gonatas: Der gastliche Kardinal. Übersetzt von Andrea Schellinger. Romiosini Verlag / Moll u. Eckhardt, Köln 1993, ISBN 3-923728-64-6.
- Margarita Karapanu: Kassandra und der Wolf. Übersetzt von Andrea Schellinger. Romiosini Verlag / Moll u. Eckhardt, Köln 1987, ISBN 3-923728-30-1.
- Kateřina Králová: Das Vermächtnis der Besatzung. Deutsch-griechische Beziehungen seit 1940. Aus dem Griechischen übersetzt von Odysseas Antoniadis und Andrea Schellinger. Böhlau Verlag, Köln/Wien 2016, ISBN 978-3-412-50456-4.
- Alexandros Papadiamantis: Die Heilige Nacht auf dem Berg. Erzählung. Aus dem Griechischen übertragen von Andrea Schellinger. Mit einem Nachwort von Danae Coulmas. Insel-Verlag, Frankfurt am Main/Leipzig 2001, ISBN 3-458-34119-6.
- Alexandros Papadiamantis: Die Mörderin. Roman. Aus dem Griechischen von Andrea Schellinger. Mit einem Nachwort von Danae Coulmas. Suhrkamp Verlag, Frankfurt am Main 1989. (Neuausgabe: Elfenbein Verlag, Berlin 2015, ISBN 978-3-941184-50-3)
- Alexandros Papadiamantis: Wunschtraum in den Wellen. Erzählungen. Aus dem Griechischen übersetzt und mit einem Nachwort versehen von Andrea Schellinger. Elfenbein Verlag, Berlin 2022, ISBN 978-3-96160-076-2.
- Giannis Ritsos: Martyríes – Zeugenaussagen. Drei Gedichtreihen. Griechisch – Deutsch. Übersetzt von Günter Dietz und Andrea Schellinger. Anmerkungen und Nachwort von Günter Dietz. Elfenbein Verlag, Berlin 2009, ISBN 978-3-932245-96-1.
- Giorgos Seferis: An dieser Kultur gibt es nichts zu retten. Tagebuchaufzeichnungen 1942. In: Sinn und Form. 1, 2017.
- Giorgos Seferis: Logbücher. Gedichte. Griechisch – Deutsch. Übersetzt, kommentiert und mit einem Nachwort versehen von Andrea Schellinger. Elfenbein Verlag, Berlin 2017, ISBN 978-3-941184-69-5.
- Thanasis Valtinos: Kostas und Marina. In: Lettre International. Nr. 106, 2014.
- Thanasis Valtinos: Abstieg, Flussaufwärts. Ausgewählte Prosa. Übersetzung aus dem Griechischen von Ulf-Dieter Klemm, Hans Eideneier, Danae Coulmas und Andrea Schellinger. Edition Romiosini, Berlin 2017, ISBN 978-3-946142-33-1.
- Thanasis Valtinos: Der letzte Varlamis. Übersetzt von Andrea Schellinger und Ulf-Dieter Klemm. In: Lettre International. Nr. 114, 2016.

Herausgeberschaft
- Emmanouil Roidis: Der Ehemann erfährt's zuletzt. Erzählungen. Hrsg. von Andrea Schellinger. Aus dem Neugriechischen übersetzt von Gerhard Blümlein und Sigrid Willer. Nachwort von Tilman Spengler. Manesse Verlag, Zürich 2010, ISBN 978-3-7175-2198-3.
- … in einer Ruhe die wundernimmt. Der Kerameikos in literarischen Zeugnissen von 1863 bis heute. Mit historischen Bilddokumenten. Ausgewählt und kommentiert von Jutta Stroszeck und Andrea Schellinger. Kulturverlag Kadmos, Berlin 2018, ISBN 978-3-86599-372-4.
- Olive. Der heilige Baum. Geschichten und Gedichte. Ausgewählt von Andrea Schellinger. Insel Verlag, Frankfurt am Main/Leipzig 2004, ISBN 3-458-34731-3.
- Denker, Dichter, Priester. Kostis Palamas in deutschen Übertragungen. Ausgewählt, hrsg. und mit einem Nachwort versehen von Andrea Schellinger. Ars et Unitas, Neuried 2015, ISBN 978-3-936117-51-6.